# Schlacht von Cárdenas
Koordinaten: 23° 5′ 0″ N, 81° 10′ 9″ W
Atlantischer Kriegsschauplatz

Cárdenas – Puerto Rico – Guantánamo Bay – El Caney – San Juan Hill – Santiago de Cuba I – Santiago de Cuba II
Pazifischer Kriegsschauplatz

Bucht von Manila – Guam – Manila
Die Schlacht von Cárdenas, auch Dritte Schlacht von Cárdenas, war eine Schlacht des Spanisch-Amerikanischen Krieges, bei der am 11. Mai 1898 spanische und amerikanische Schiffe zusammentrafen.

## Beteiligte
Während der Schlacht trafen zwei Kanonenboote sowie ein bewaffneter Schlepper der Spanier, kommandiert u. a. von Mariano Mateu und Antonio Rendón sowie zwei Torpedoboote, zwei Kanonenboote und ein Zollkutter der Amerikaner, kommandiert u. a. von John Bernadou und Frank Newcomb aufeinander.

## Verlauf
Die Schlacht ereignete sich in der Bucht von Cárdenas (Kuba), wo die Spanier einige Schiffe liegen hatten. Ab 13:35 Uhr lieferten sich Spanier und Amerikaner ein Artilleriegefecht, das etwa 80 Minuten dauerte. Während der Schlacht wurde der Marineoffizier Worth Bagley getötet, der einzige US-Marineoffizier, der während des Spanisch-Amerikanischen Krieges im Gefecht starb.

## Trivia
Für die Besatzung der Hudson, die am Gefecht teilgenommen hatte, wurde eigens die Cardenas Medal gestiftet. Die drei an der Schlacht teilnehmenden Soldaten George P. Brady, Hans Johnsen und  T. C. Cooney erhielten später die Medal of Honor.
Auf spanischer Seite erhielt der Offizier Montes den Ferdinandsorden.